# (13806) Darmstrong
(13806) Darmstrong est un astéroïde de la ceinture principale.

## Description
(13806) Darmstrong est un astéroïde de la ceinture principale. Il fut découvert le 8 décembre 1998 à Kitt Peak par le projet Spacewatch. Il présente une orbite caractérisée par un demi-grand axe de 2,94 UA, une excentricité de 0,08 et une inclinaison de 3,1° par rapport à l'écliptique.

## Compléments